# Jean-Lambert Tallien
Jean-Lambert Tallien [žán lambér taljen] (23. ledna 1767 Paříž – 16. listopadu 1820 Paříž) byl francouzský politik a novinář v období Velké francouzské revoluce.

## Život a působení
Narodil se v domě markýze z Bercy, kde byl jeho otec správcem. S markýzovou podporou získal dobré vzdělání, pracoval jako písař, tajemník poslance a od roku 1790 jako novinář. V srpnu 1792 se účastnil útoku na Tuilerie, byl zvolen členem Generální rady a jednatelem Pařížské komuny. V říjnu byl za (bývalý) departement Seine-et-Oise zvolen do Konventu, kde se připojil k Hoře a hlasoval pro popravu krále Ludvíka XVI. V roce 1793 se podílel na potlačení povstání ve Vendée a na pádu girondistů. Konvent ho vyslal do departementu Gironde a v Bordeaux nastolil Tallien revoluční teror. Bezohledně dával popravovat uprchlé girondisty, ale i falešně obviněné, a z jejich majetku a z úplatků za propuštění se velmi obohatil. Ve vězení se setkal s markýzou de Fontenay (Terezií Cabarrus), zamiloval se do ní a dal ji propustit. Terezie ho přemluvila, aby s ukrutnostmi skončil a roku 1794 Tallien skutečně rozpustil Jakobínský klub i revoluční tribunál. Za to se musel odpovídat Robespierrovi, byl vyloučen z Jakobínského klubu a Terezie byla uvězněna.
27. července 1794 (9. thermidoru) se Tallien ze strachu o život připojil k Robespierrovým odpůrcům a hrál zásadní roli v Theremidorském převratu proti Robespierrovi, nato byl zvolen do Výboru pro veřejné blaho. V prosinci se oženil s Terezií, která ho však brzy opustila a 1802 se s ním rozvedla. V březnu 1795 byl odvelen k západní armádě, kde ustavoval stanné soudy proti royalistům. Po porážce povstání byl zvolen do Rady pěti set a 9. března 1796 byl spolu s Barrasem svědkem při svatbě Napoleona Bonaparte s Josefinou. Postupně však ztrácel vliv a roku 1798 nebyl znovu zvolen. Doprovázel Napoleona na tažení do Egypta, byl členem Commission des sciences et des arts a krátce působil jako konzul v Alicante. Zemřel v bídě a zapomenut roku 1820 v Paříži. Byl pohřben na pařížském hřbitově Père-Lachaise.